# Мёрбиш-ам-Зе
Мёрбиш-ам-Зе (нем. Mörbisch am See) — коммуна (нем. Gemeinde) в Австрии, в федеральной земле Бургенланд. 
Входит в состав округа Айзенштадт.  Население составляет 2353 человека (на 31 декабря 2005 года). Занимает площадь 28,5 км². Официальный код  —  1 03 07.

## Политическая ситуация
Бургомистр коммуны — Петер Фаргиас (СДПА) по результатам выборов 2007 года.
Совет представителей коммуны (нем. Gemeinderat) состоит из 23 мест.
- СДПА занимает 14 мест.
- АНП занимает 6 мест.
- местный список: 2 места.
- АПС занимает 1 место.